# 納扎連基 (新桑扎里區)
49°22′12″N 34°17′16″E / 49.37000°N 34.28778°E
納扎連基（烏克蘭語：Назаренки），是烏克蘭中部的村莊，隸屬波爾塔瓦州的波爾塔瓦區。該村分別距離什波爾季基2.5公里和列柳霍夫卡0.5公里，面積0.186平方公里，海拔高度79米，2001年人口5。